# Hyaleucerea phaeosoma
Hyaleucerea phaeosoma là một loài bướm đêm thuộc phân họ Arctiinae, họ Erebidae.